# Procatopodinae
Sous-famille
Les Procatopodinae sont une sous-famille de poissons ovovivipares d'eau douce appartenant à l'ordre des Cyprinodontiformes.

## Liste des genres
Selon BioLib (21 mars 2025) :
- genre Aapticheilichthys Huber, 2011
- genre Congopanchax Poll, 1971
- genre Hylopanchax Poll & Lambert, 1965
- genre Hypsopanchax Myers, 1924
- genre Laciris Huber, 1981
- genre Lacustricola Myers, 1924
- genre Lamprichthys Regan, 1911
- genre Micropanchax Myers, 1924
- genre Plataplochilus Ahl, 1928
- genre Platypanchax Ahl, 1928
- genre Poropanchax Clausen, 1967
- genre Procatopus Boulenger, 1904
- genre Rhexipanchax Huber, 1999

Selon ITIS (21 mars 2025) :
- genre Cynopanchax Ahl, 1928
- genre Fluviphylax Whitley, 1965
- genre Hypsopanchax Myers, 1924
- genre Lamprichthys Regan, 1911
- genre Micropanchax Myers, 1924
- genre Pantanodon Myers, 1955
- genre Plataplochilus Ahl, 1928
- genre Procatopus Boulenger, 1904